# Dom zu Riga

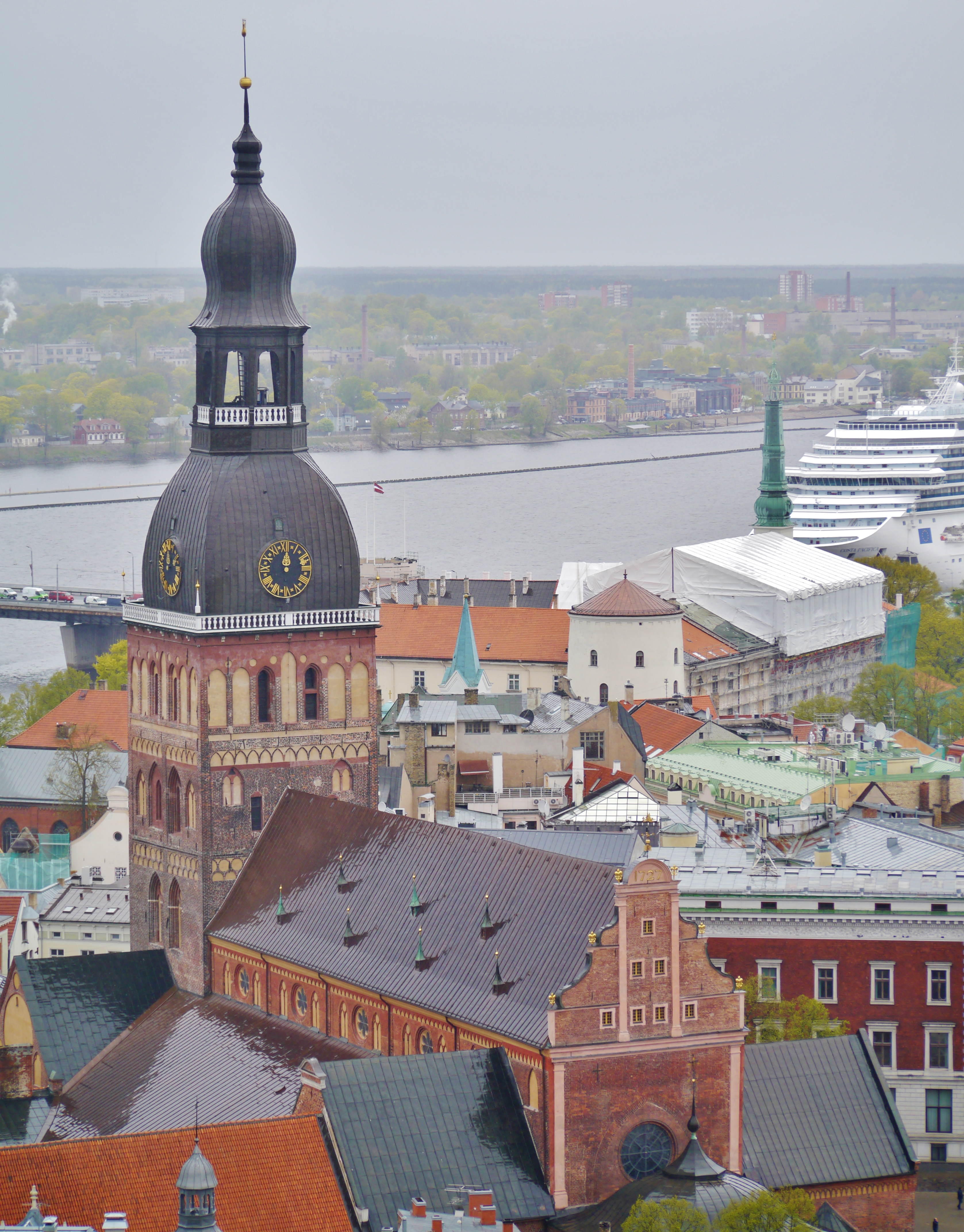
Dom zu Riga

Der Dom zu Riga (lettisch Rīgas Doms), offiziell die Kathedrale St. Marien zu Riga (lettisch Rīgas Svētās Marijas katedrāle), ist eine evangelisch-lutherische Kathedrale in der lettischen Hauptstadt Riga. Der gotische Sakralbau ist eine bedeutende Sehenswürdigkeit der Stadt und die größte Kirche des Baltikums.

## Geschichte
Der Rigaer Dom wurde auf Veranlassung des ersten Bischofs von Riga, Albert von Buxthoeven, erbaut. Nach einer Urkunde vom 25. Juli 1211, deren Echtheit allerdings umstritten ist, legte er am selben Tag den Grundstein für ein Kloster und eine angrenzende Kirche. Die Kirche ersetzte die erste Kathedrale von Riga, einen Holzbau innerhalb der Rigaer Stadtmauern, der bei einem Brand 1215 vernichtet wurde. Ein Weihedatum ist nicht überliefert; jedenfalls war der Dom im Jahre 1226 so weit fertiggestellt, dass darin eine Synode stattfinden konnte, an der Wilhelm von Modena als päpstlicher Legat teilnahm. Mehr als 300 Jahre lang war der Dom die Kathedrale des Bistums Riga (ab 1255 Erzbistum).
Die Stellung des Erzbischofs in der Stadt wurde entscheidend geschwächt, als sich deren Bürgerschaft der Reformation zuwandte und Wolter von Plettenberg, der Landmeister des Deutschen Ordens in Livland, der Stadt Riga am 21. September 1525 das lutherische Bekenntnis verbriefte. Mit dem Zerfall Alt-Livlands im Livländischen Krieg 1561 ging auch das erste katholische Erzbistum Riga 1563 unter. Fortan diente der Dom der (deutschsprachigen) Evangelisch-lutherischen Gemeinde. 1923 bestätigte der lettische Staat der 1920/1922 konstituierten Evangelisch-Lutherischen Kirche Lettlands den Besitz des Domes. Von 1959 bis 1962 diente der Dom als Konzertsaal, der Altar wurde entfernt und die Sitzreihen zur Orgel hin ausgerichtet.

## Baugeschichte
Ursprünglich standen Kirche und Kloster auf einer kleinen Erhöhung außerhalb der Stadtmauern. Heute befinden sie sich unter dem Straßenniveau, weil die umliegenden Straßen zur Verringerung der Überschwemmungsgefahr durch die Düna mehrmals aufgeschüttet wurden. Durch mehrfache Umbauten ist die ursprüngliche Baugestalt der Kirche heute kaum noch erkennbar. Die ältesten Teile des Doms sind der Chor und das Querhaus in romanischem Stil. Beim weiteren Bau des Langhauses wurden Spitzbögen verwendet, deren Pfeiler in mittlerer Höhe durch Säulen mit Kapitellen verziert sind. Der Kreuzgang auf der Südseite der Kirche stammt ebenfalls aus der Zeit Bischof Alberts.
Aus gotischer Zeit besticht das Nordportal (früher Haupteingang) durch seine Gestaltung. Von den geplanten zwei Türmen wurde aus Geldmangel nur ein Turm errichtet, der 1547 ausbrannte. 1595 wurde ein neuer Turm – teilweise aus Holz – errichtet, der mit 140 m der höchste Kirchturm Rigas war (der Turm der Petrikirche war um einige Meter niedriger). Der Turm wurde im Laufe der Jahrhunderte baufällig (Abmorschen verschiedener Holzkonstruktionen). Deshalb beschloss der Rigaer Rat 1775, ihn zu ersetzen. Im Folgejahr wurde die heutige Haube in barockem Stil mitsamt Laterne aufgesetzt. Der Turm ist nun 90 m hoch.
Die ursprüngliche Ausgestaltung des Gotteshauses fiel im Jahr 1524 Bilderstürmern der Reformation zum Opfer, der Brand von 1547 tat sein Übriges. Heute erscheint das Innere der Kirche in manieristischer und barocker Ausgestaltung.

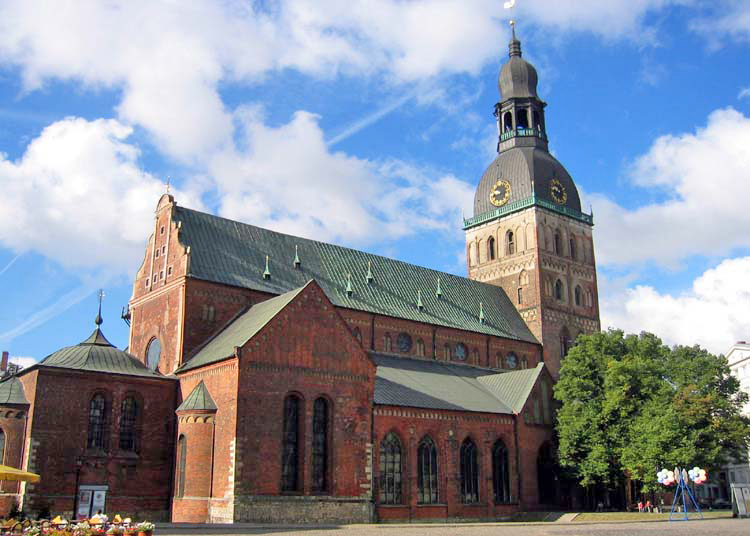
Dom zu Riga
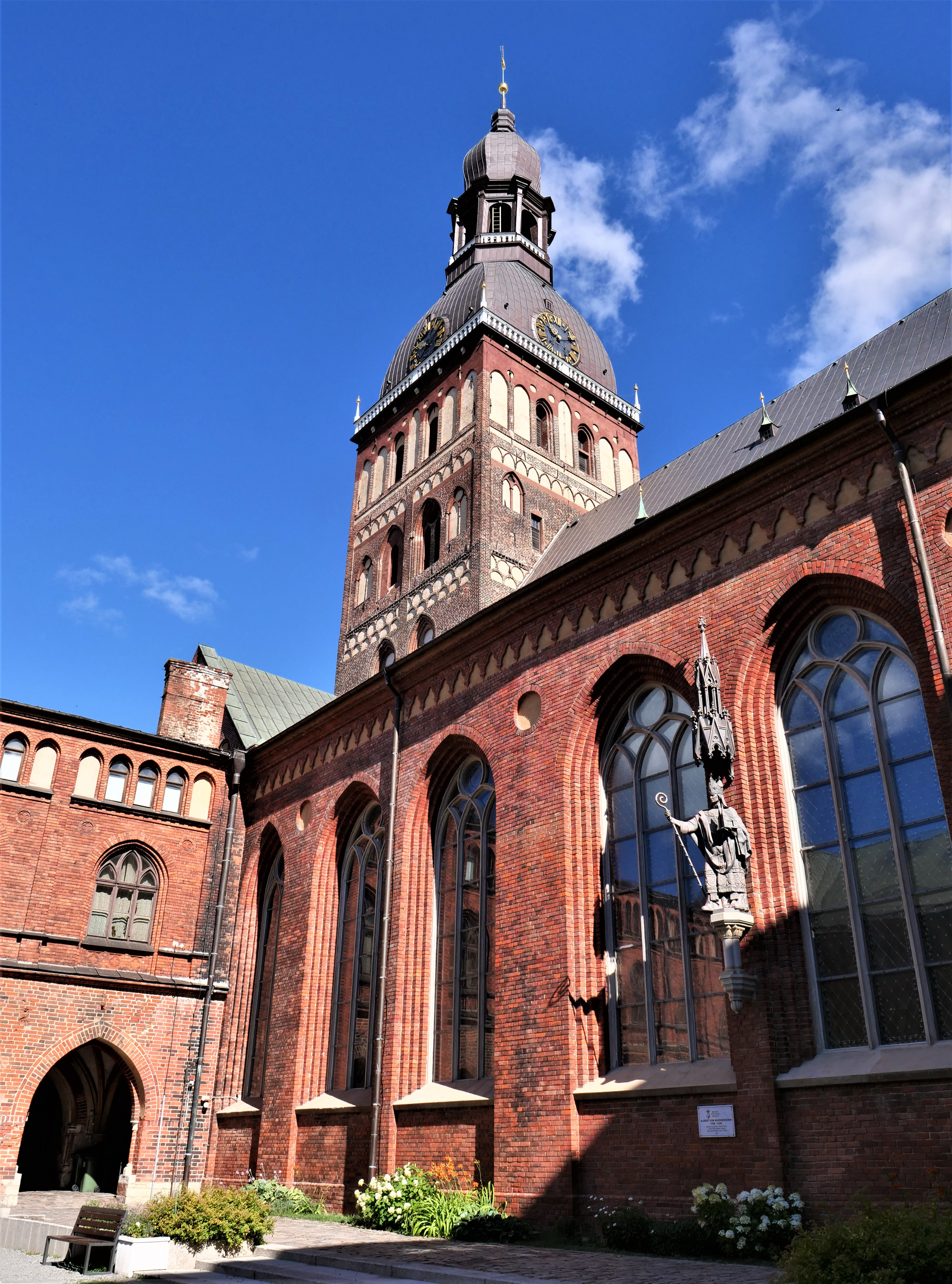
Dom aus der Perspektive des Kreuzgangs
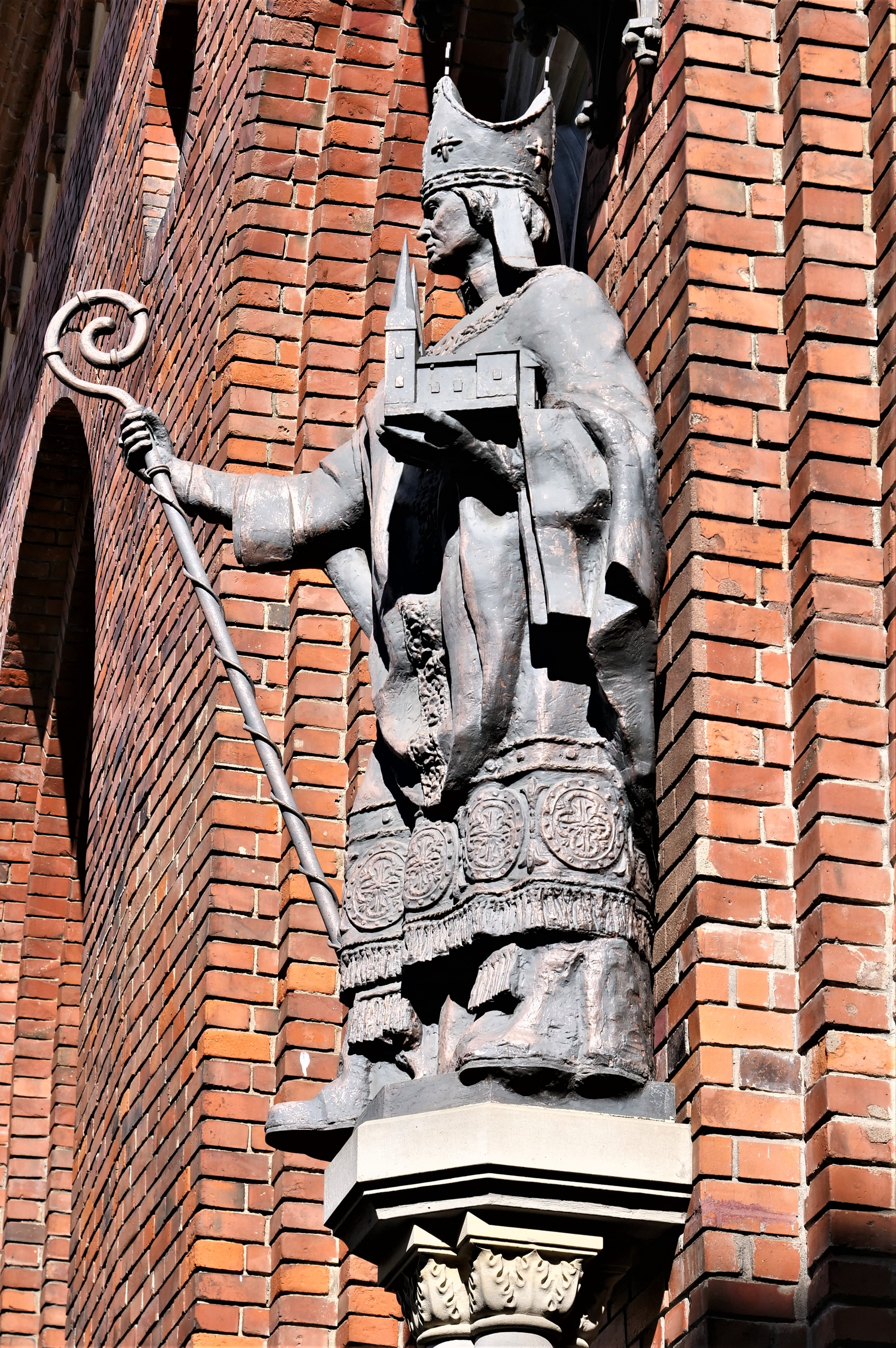
Albert von Buxhoeveden am Dom
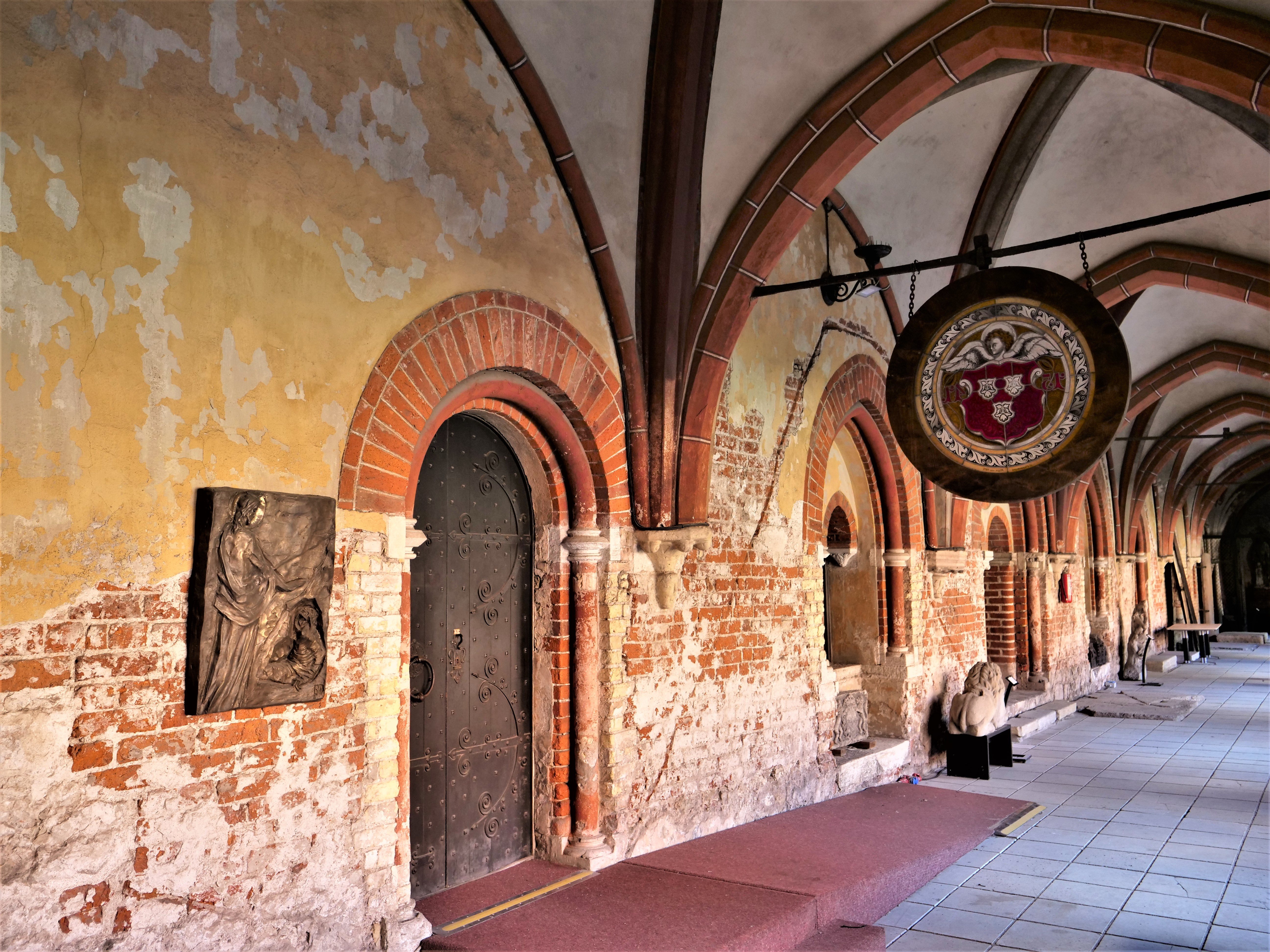
Kreuzgangimpression
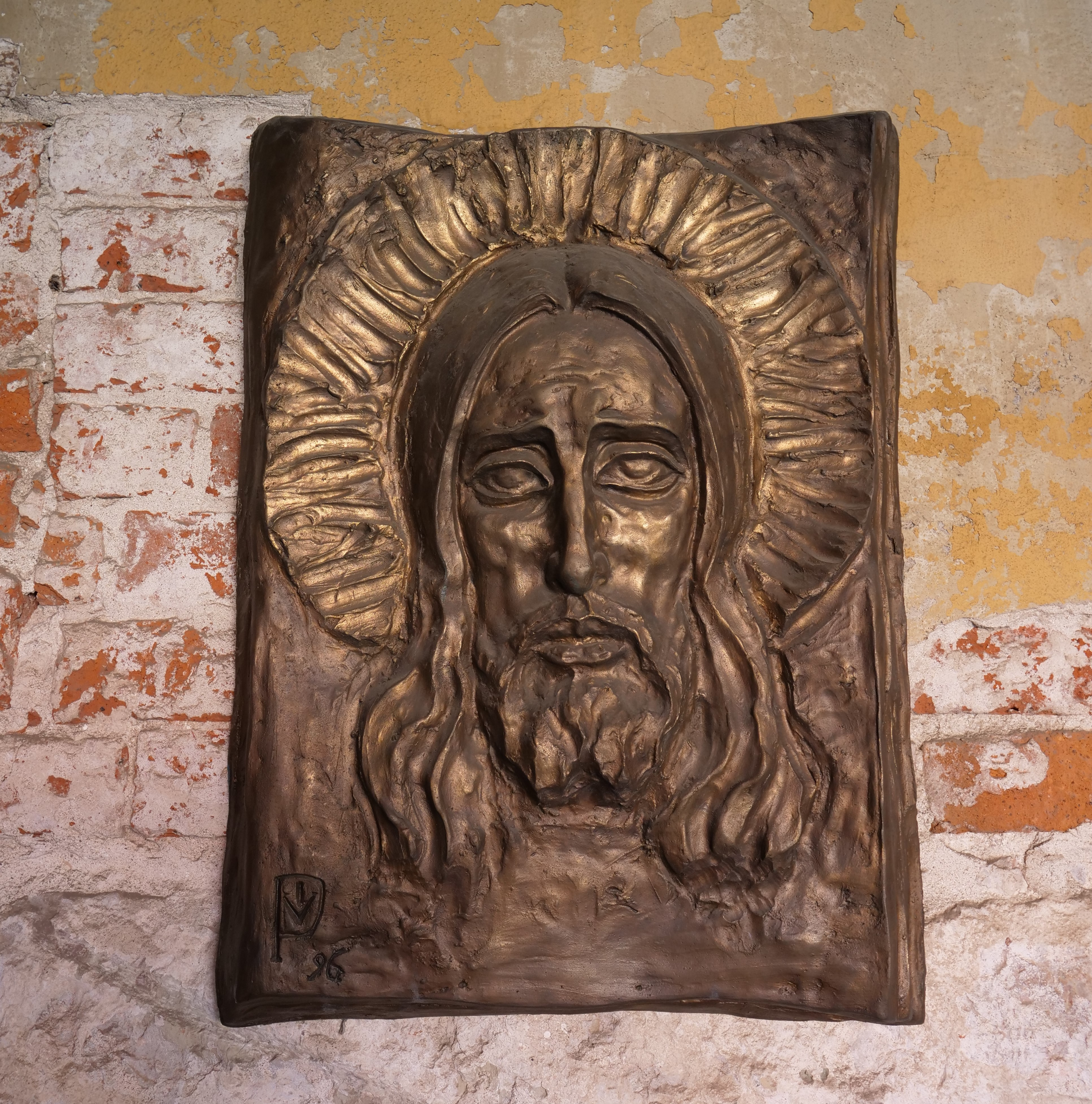
Ausstattung Kreuzgang

## Ausstattung
Sehenswert sind u. a.:
- der Taufstein vom Ende des 12. Jahrhunderts. Er stammt aus der Kirche in Ikšķile, der ersten Kirche im heutigen Lettland, und wurde bei der Renovierung des Domes 2009 im Mittelgang des Hauptschiffes aufgestellt.
- das Grab des ersten Bischofs von Livland, Meinhard, an der linken Chorwand
- die barocken Schnitzereien auf der Holzkanzel (um 1641)
- der Gedenkstein der Kleinen Gilde (19. Jahrhundert)
- die noch heute den Dom zierenden Fenster wurden einst von dem Kunstglaser Adolf Kahlert, ein Vorfahre Hans Kahlerts, geschaffen.[6]

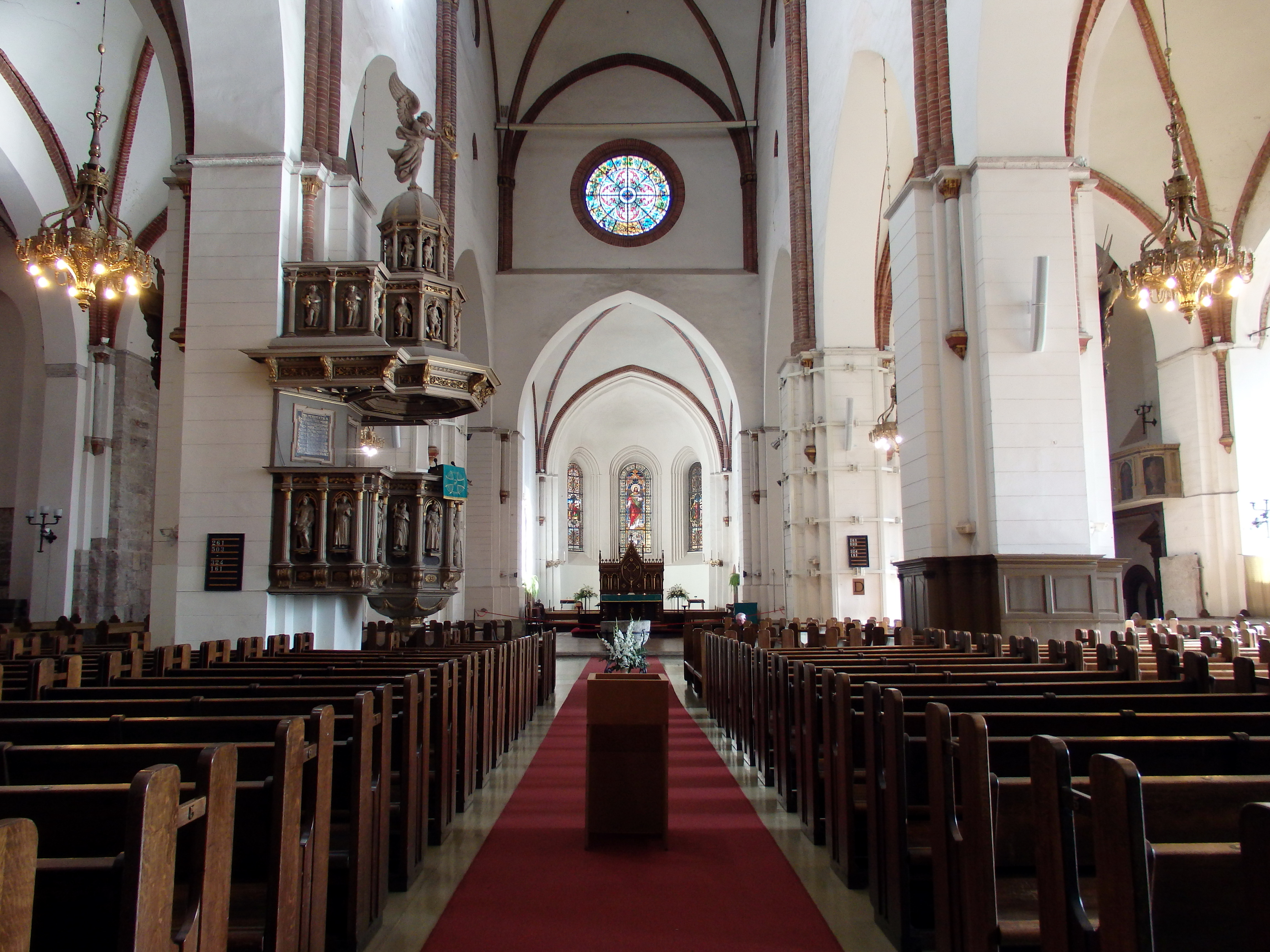
Langhaus und Chor
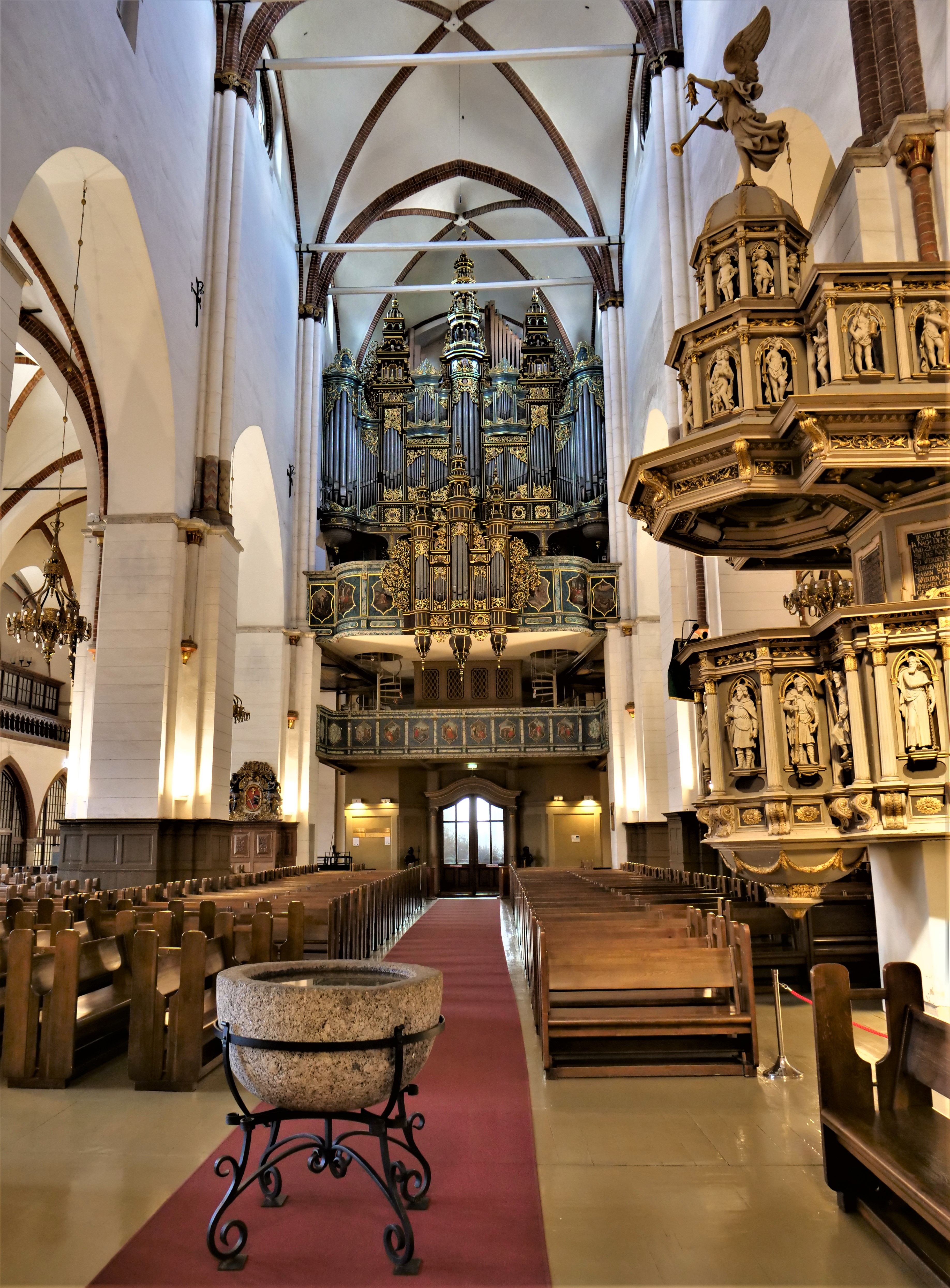
Langhaus mit Taufstein und Orgel
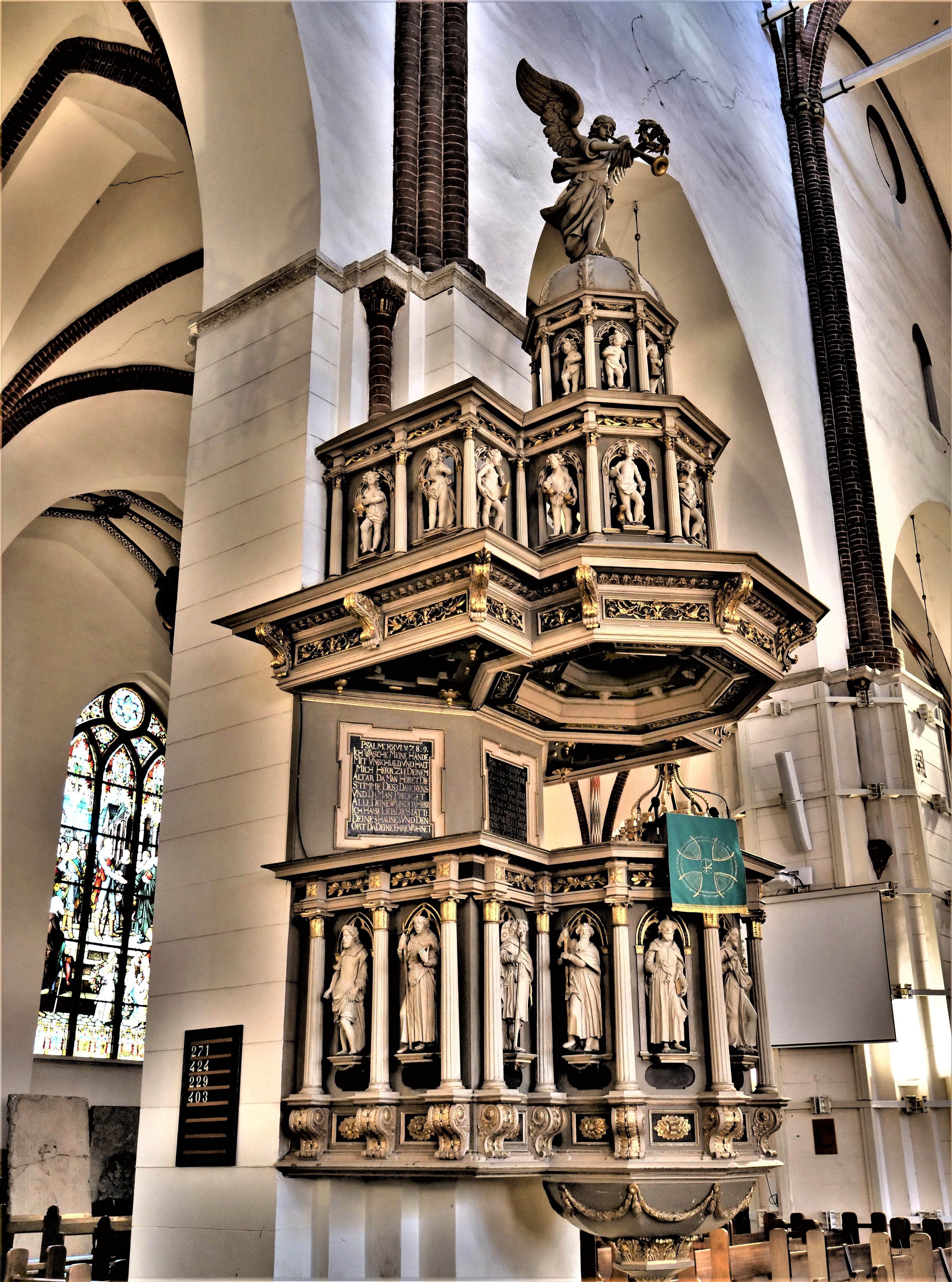
Kanzel
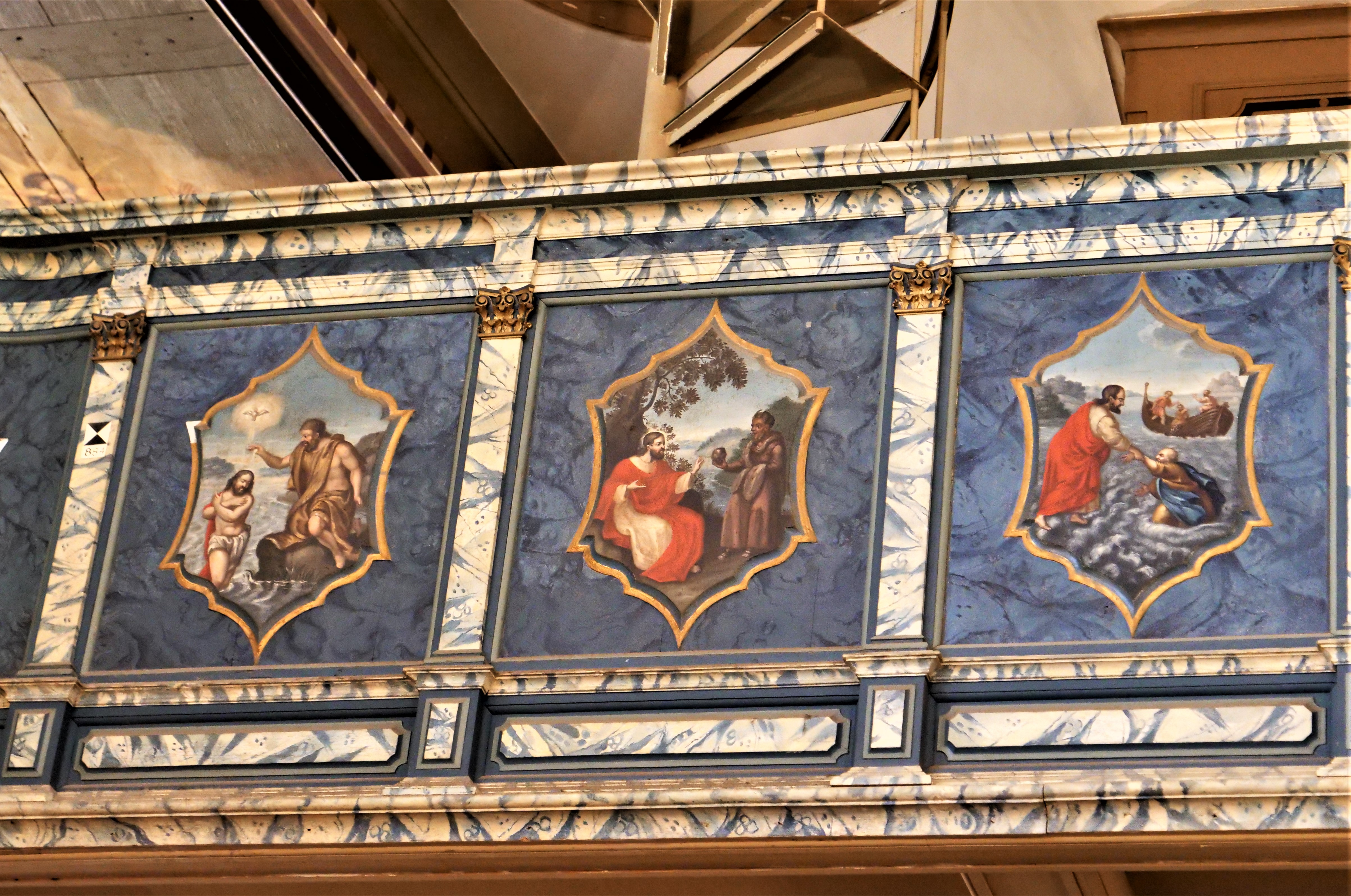
Details der Orgelempore

Eine Besonderheit des Doms stellt die 1926/1927 in Morgenröthe (Sachsen) hergestellte Glocke dar. Sie ist die größte dort hergestellte Glocke ihrer Art und wiegt 8,5 Tonnen, hat einen Durchmesser von 2,50 m und eine Höhe von 3,00 m.

## Orgel

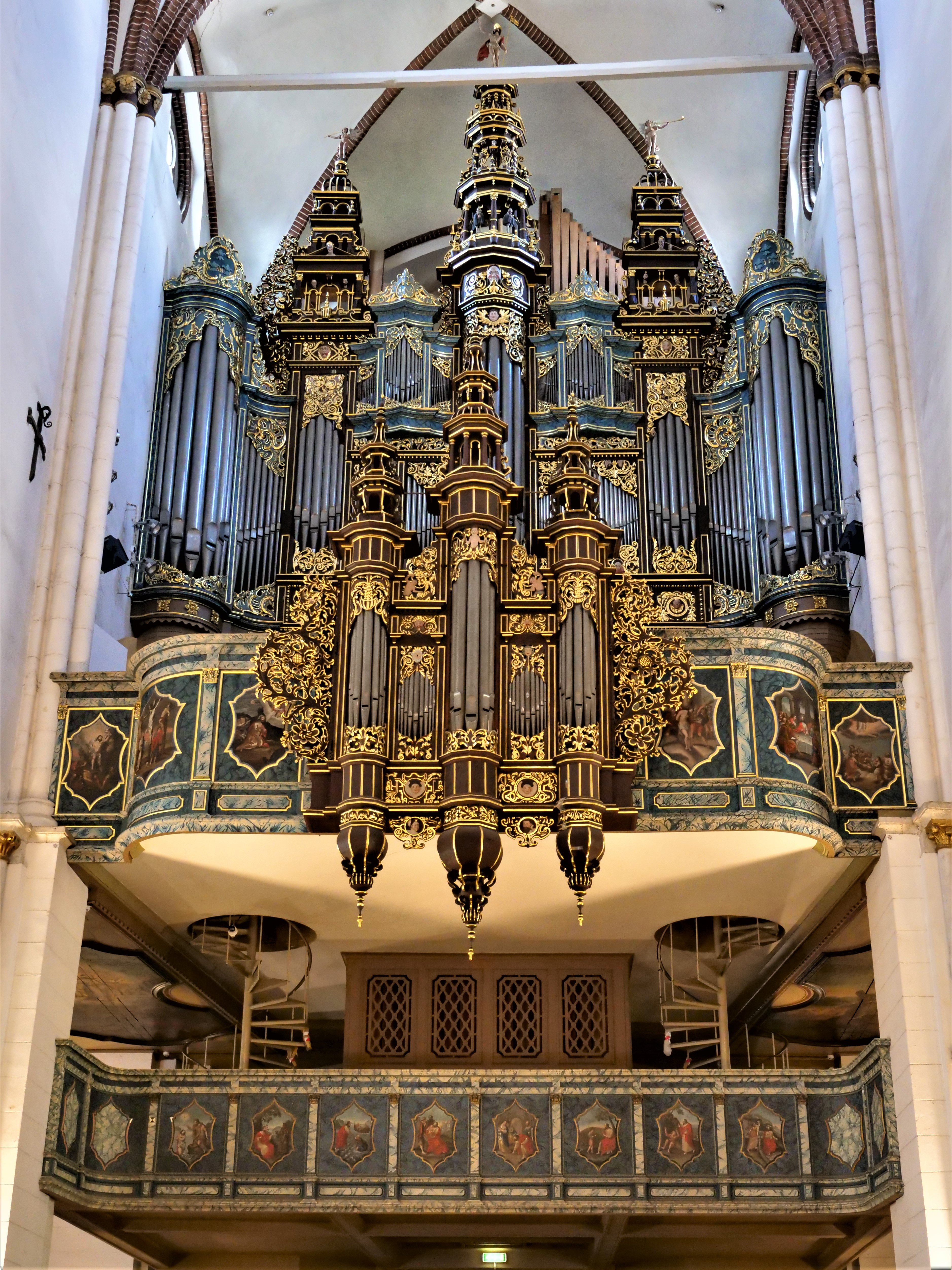
Walcker-Orgel von 1883 im Gehäuse von Jakob Raab von 1601

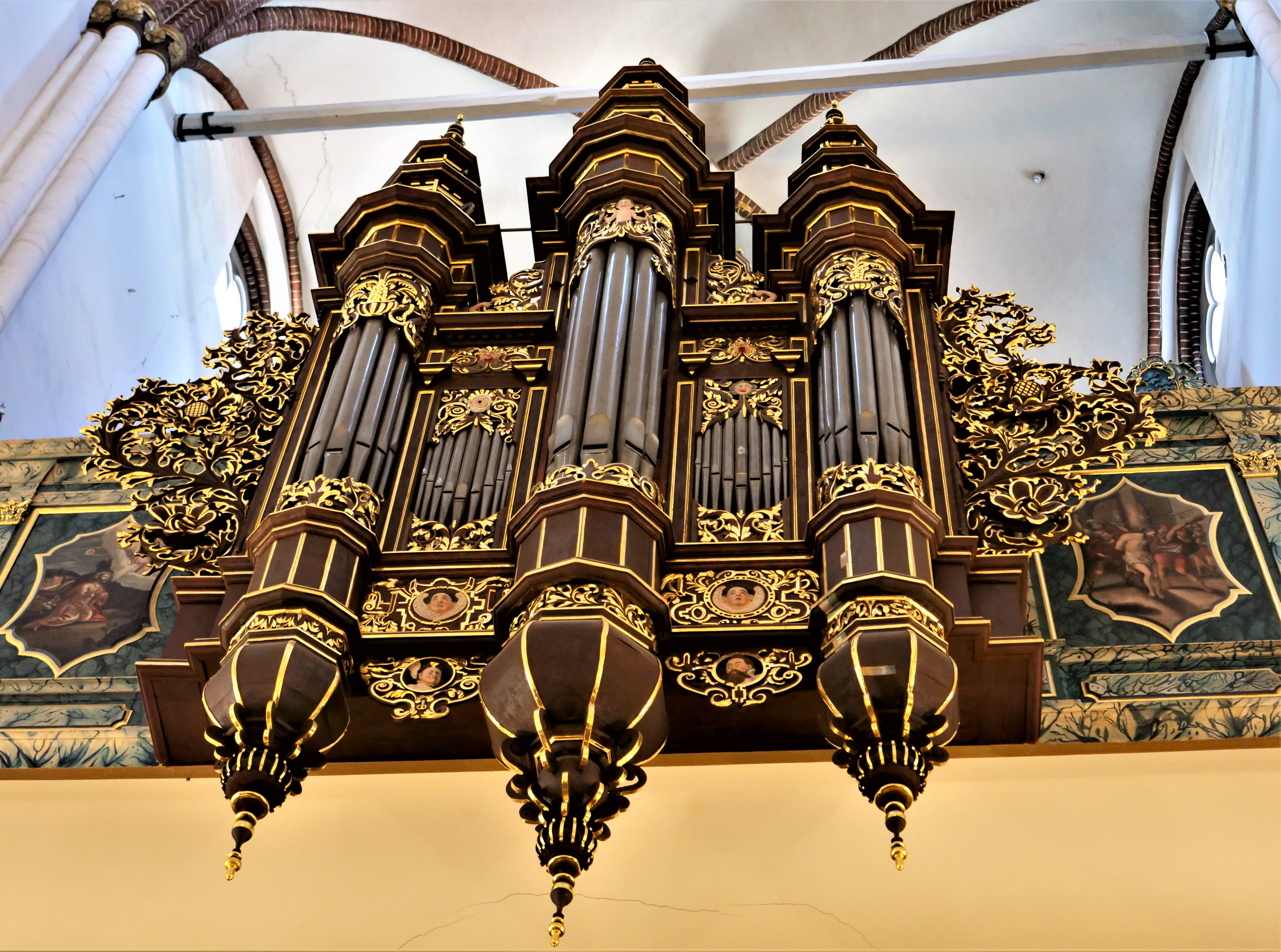
Nahaufnahme des Rückpositivs

1882/1883 baute die Orgelbauwerkstatt Walcker aus Ludwigsburg das jetzige Orgelwerk mit mechanischen Spieltrakturen, 6718 Pfeifen und 116 Registern auf 4 Manualen und Pedal (op. 413). Es wurde am 31. Januar 1884 eingeweiht und war zu diesem Zeitpunkt das größte der Welt. Dabei blieb der üppige frühbarocke Prospekt des Vorgängerinstrumentes erhalten, dessen Mittelteil mit den drei krönenden Türmchen und dem Rückpositiv Jakob Raab aus Lübeck im Jahre 1601 fertiggestellt hatte. 1733 baute Andreas Contius links und rechts Pedaltürme an, die er über konkave Pfeifenfelder mit dem Raab-Prospekt verband. Damit besitzt das Instrument den ältesten erhaltenen Orgelprospekt des Baltikums. 1829 sollen 52 Register dahinter eingebaut gewesen sein.
Zur Einweihung der Walcker-Orgel erklang die zu diesem Anlass von Franz Liszt geschaffene Bearbeitung des Chorals Nun danket alle Gott, der das Instrument jedoch weder gesehen noch gespielt hatte. 1962 setzte Hermann Eule Orgelbau Bautzen die Orgel gründlich instand und ersetzte im Zweiten Weltkrieg verlorengegangene Pfeifen. Zum 100. Jubiläum wurde die Walcker-Orgel 1983/1984 von der niederländischen Orgelbaufirma Flentrop restauriert. Auf der unteren Empore, in Höhe des Rückpositivs, gibt es einen zweiten, separaten Spieltisch für das IV. Manual und das Schwellpedal. Die Orgel besitzt Kegelladen und wird über eine Barkermaschine angesteuert.
| I Manual C–f3 |                |        |
| 01.           | Principal      | 16′    |
| 02.           | Flauto major   | 16′    |
| 03.           | Viola di Gamba | 16′    |
| 04.           | Octav          | 08′    |
| 05.           | Hohlflöte      | 08′    |
| 06.           | Viola di Gamba | 08′    |
| 07.           | Doppelflöte    | 08′    |
| 08.           | Gemshorn       | 08′    |
| 09.           | Quintatön      | 08′    |
| 10.           | Bourdon        | 08′    |
| 11.           | Dulciana       | 08′    |
| 12.           | Quinte         | 5 1⁄3′ |
| 13.           | Octav          | 04′    |
| 14.           | Gemshorn       | 04′    |
| 15.           | Gamba          | 04′    |
| 16.           | Hohlflöte      | 04′    |
| 17.           | Rohrflöte      | 04′    |

| (Fortsetzung) |                               |        |
| 18.           | Terz                          | 3 1⁄5′ |
| 19.           | Quinte                        | 2 ⁄3′  |
| 20.           | Octav                         | 02′    |
| 21.           | Superoctav                    | 01′    |
|               | Sexquialtera II = Nr. 18 + 19 |        |
| 22.           | Cornet V (ab c0)              | 08′    |
| 23.           | Mixtur VI                     | 04′    |
| 24.           | Scharff IV                    | 1 ⁄3′  |
| 25.           | Contrafagott                  | 16′    |
| 26.           | Tuba mirabilis                | 08′    |
| 27.           | Trompette harm.0              | 08′    |
| 28.           | Cor anglais                   | 08′    |
| 29.           | Euphon                        | 08′    |
| 30.           | Clairon                       | 04′    |
| 31.           | Cornettino                    | 02′    |

| II Manual C–f3 |                  |     |
| 32.            | Geigenprincipal0 | 16′ |
| 33.            | Bourdon          | 16′ |
| 34.            | Principal        | 08′ |
| 35.            | Fugara           | 08′ |
| 36.            | Spitzflöte       | 08′ |
| 37.            | Rohrflöte        | 08′ |
| 38.            | Concertflöte     | 08′ |
| 39.            | Liebl. Gedeckt   | 08′ |
| 40.            | Viola di Alta    | 08′ |
| 41.            | Dolce            | 08′ |
| 42.            | Principal        | 04′ |
| 43.            | Fugara           | 04′ |
| 44.            | Salicet          | 04′ |
| 45.            | Flauto dolce     | 04′ |

| (Fortsetzung) |                               |        |
| 46.           | Quinte                        | 2 ⁄3′  |
| 47.           | Superoctav                    | 02′    |
| 48.           | Waldflöte                     | 02′    |
| 49.           | Terz                          | 1 3⁄5′ |
|               | Sexquialtera II = Nr. 46 + 49 |        |
| 50.           | Cornet V (ab g0)              | 08′    |
| 51.           | Mixtur V                      | 2 ⁄3′  |
| 52.           | Aeolodicon                    | 16′    |
| 53.           | Ophicleide                    | 08′    |
| 54.           | Fagott & Oboe                 | 08′    |
| 55.           | Oboe                          | 04′    |
|               |                               |        |
|               | Tremolo nur für Nr. 54        |        |

| III Manual C–f3 |                        |         |
| 56.             | Salicional             | 16′     |
| 57.             | Lieblich Gedeckt       | 16′     |
| 58.             | Geigenprincipal        | 08′     |
| 59.             | Viola d’amour          | 08′     |
| 60.             | Wienerflöte            | 08′     |
| 61.             | Gedeckt                | 08′     |
| 62.             | Salicional             | 08′     |
| 63.             | Harmonika              | 08′     |
| 64.             | Bourdon d’echo         | 08′     |
|                 | Bifra = Nr. 61 + 68    | 8′ + 4′ |
| 65.             | Geigenprincipal        | 04′     |
| 66.             | Spitzflöte             | 04′     |
| 67.             | Traversflöte           | 04′     |
| 68.             | Dolce                  | 04′     |
| 69.             | Piccolo                | 02′     |
| 70.             | Mixtur IV              | 2 ⁄3′   |
| 71.             | Vox humana             | 08′     |
| 72.             | Basson                 | 08′     |
| 73.             | Clarinette             | 08′     |
|                 |                        |         |
|                 | Tremolo nur für Nr. 71 |         |

| IV Schwellwerk C–f3 |                             |       |
| 74.                 | Quintatön                   | 16′   |
| 75.                 | Flötenprincipal             | 08′   |
| 76.                 | Melodica                    | 08′   |
| 77.                 | Flûte traversière           | 08′   |
| 78.                 | Bourdon doux                | 08′   |
| 79.                 | Aeoline                     | 08′   |
| 80.                 | Voix céleste                | 08′   |
|                     | Unda maris = Nr. 76 + 77    | 08′   |
|                     | Viola tremolo = Nr. 79 + 80 | 08′   |
|                     | Piffaro = Nr. 78 + 84       | 8′+2′ |
| 81.                 | Flötenprincipal             | 04′   |
| 82.                 | Gedecktflöte                | 04′   |
| 83.                 | Vox angelica                | 04′   |
| 84.                 | Salicet                     | 02′   |
| 85.                 | Harmonia aetheria III0      | 2 ⁄3′ |
| 86.                 | Trompete                    | 08′   |
| 87.                 | Physharmonika               | 08′   |

| Pedal C–d1 |                                          |         |
| 88.        | Principalbass                            | 32′     |
|            | Grand Bourdon = Nr. 89, 95, 96, 100 +101 | 32′     |
| 89.        | Octavbass                                | 16′     |
| 90.        | Violonbass                               | 16′     |
| 91.        | Contraviolonbass                         | 16′     |
| 92.        | Subbass                                  | 16′     |
| 93.        | Flötenbass                               | 16′     |
| 94.        | Gedecktbass                              | 16′     |
| 95.        | Quintbass                                | 10 2⁄3′ |
| 96.        | Octavbass                                | 08′     |
| 97.        | Hohlflötenbass                           | 08′     |
| 98.        | Gedecktbass                              | 08′     |
| 99.        | Violoncello                              | 08′     |
| 100.       | Terzbass                                 | 6 2⁄5′  |
| 101.       | Octavbass                                | 04′     |
| 102.       | Hohlflöte                                | 04′     |
| 103.       | Octav                                    | 02′     |
|            | Sexquialtera II = Nr. 95 + 100           |         |
| 104.       | Mixtur V                                 | 5 1⁄3′  |
| 105.       | Bombardon                                | 32′     |
| 106.       | Posaune                                  | 16′     |
| 107.       | Trompete                                 | 08′     |
| 108.       | Corno                                    | 04′     |

| Schwellpedal C–d1 |            |     |
| 109.              | Violon     | 16′ |
| 110.              | Bourdon    | 16′ |
| 111.              | Dolceflöte | 08′ |
| 112.              | Violon     | 08′ |
| 113.              | Viola      | 04′ |
| 114.              | Flautino   | 02′ |
| 115.              | Serpent    | 16′ |
| 116.              | Bassethorn | 08′ |

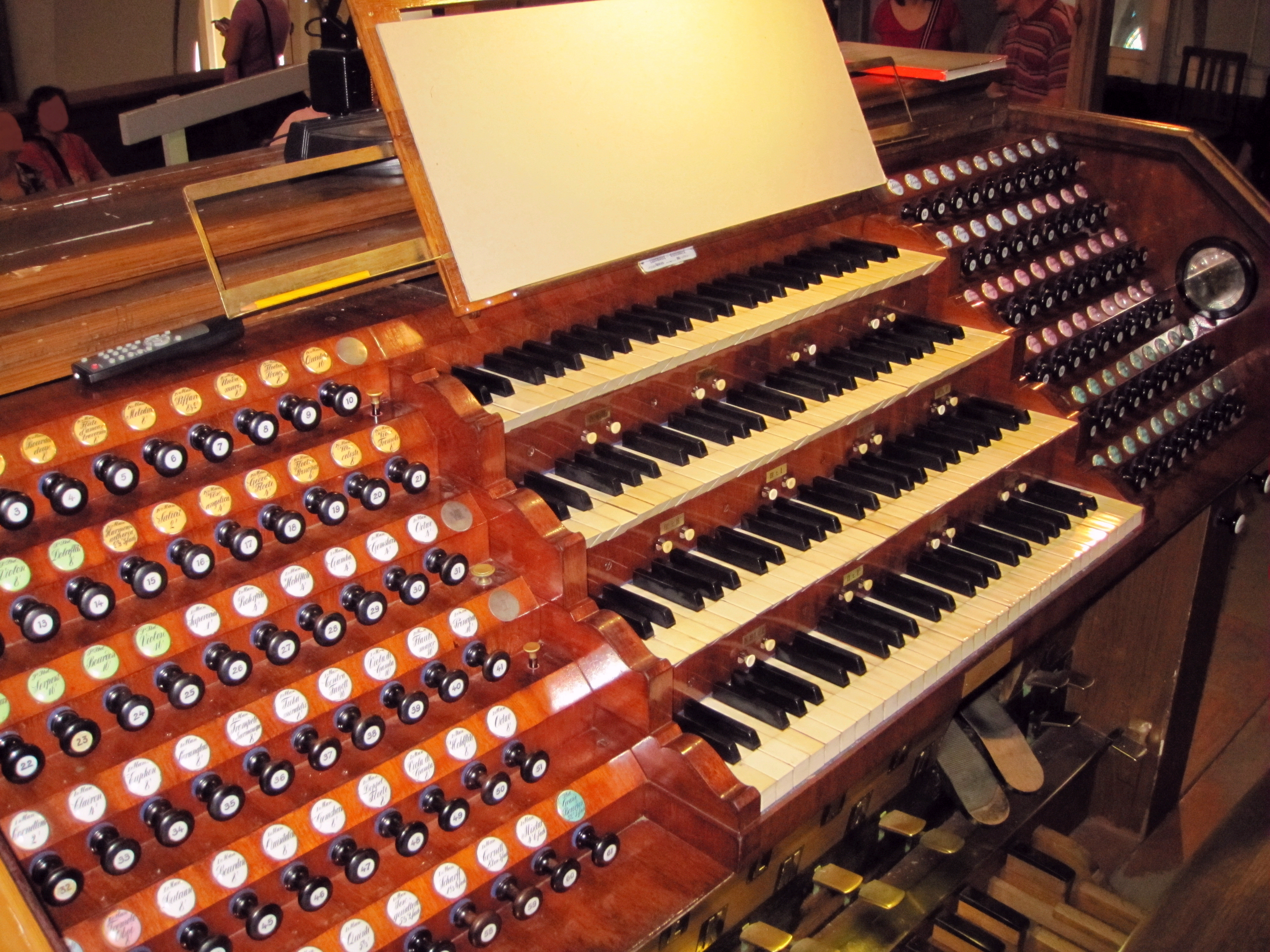
Spieltisch der Walckerorgel

- Koppeln: II/I, III/I, IV/I, III/II, IV/II, I/P, II/P, III/P, IV/P, I–IV/P, P/I (letzte scherzhaft mit „noli me tangere“, „rühr mich nicht an“ beschriftet).
- 18 feste Kombinationen.
- Kombinations-Prolongement, eine freie Kombinationsmöglichkeit.